# SS Calgaric
El SS Calgaric fue un transatlántico británico construido el 15 de enero de 1918 por los astilleros de Harland and Wolff en Belfast para la compañía naviera Pacific Steam Navigation Company como el SS Orca. En 1927, fue vendido a la White Star Line y rebautizado Calgaric. Permaneció en servicio hasta 1934. 

## Historia
Originalmente, el Calgaric fue construido como un buque carguero para la Pacific Steam Navigation Company. Dos años después, en 1921, el buque fue remodelado como un buque de pasaje por Harland & Wolff en Belfast. La remodelación fue completada en diciembre de 1922.  El 1 de enero de 1923, el Orca fue vendido a la Royal Mail Steam Packet Company (RMSPC) y operó en la ruta Hamburgo - Nueva York con el mismo nombre. En 1927, la White Star Line fletó la nave para su servicio.  Su chimenea fue pintada con los colores de la nueva compañía, y todo el casco se pintó en negro. Su capacidad de pasajeros fue cambiada, quedando en: 290 pasajeros en primera clase, 550 en clase turista y 330 en tercera clase. Hizo su viaje inaugural como nave de la White Star el 4 de mayo de 1927 de Liverpool a Montreal En 1929, hizo su primer viaje en la ruta Londres - Montreal. En 1932, fue retirado y vendido como chatarra en Jarrow en 1934. La nave fue desguazada en 4 meses. El Calgaric tenía el número oficial de Reino Unido 140.579 y utilizó el código de banderas JTLW.